# Aphanistes edemae
Aphanistes edemae är en stekelart som först beskrevs av Davis 1898.  Aphanistes edemae ingår i släktet Aphanistes och familjen brokparasitsteklar. Inga underarter finns listade i Catalogue of Life.